# Christopher Wylie
Christopher Wylie (n. 19 iunie 1989, Victoria, British Columbia, Canada) este un consultant de date canadian care a lucrat anterior la Cambridge Analytica, o firmă de consultanță politică condusă de Alexander Nix. 
În 2018, el a lansat o copie de date, memorie cache, care a determinat scandalul de date Facebook – Cambridge Analytica,  oferind ziarului The Guardian documente care descriau lucrările secrete din spatele proiectului Cambridge Analytica.  Documentele au fost centrate în jurul presupusei posesii neautorizate de catre Cambridge Analytica a datelor private ale persoanelor, in total de până la 87 de milioane de conturi ale utilizatorilor Facebook , care au fost obținute si folosite cu scopul creării de campanii publicitare personalizate. Campaniile s-au bazat pe profiluri psihologice și de personalitate extrase din datele de pe Facebook, pe care Wylie le-a comandat într-un exercițiu de revizuire a datelor în masă. 
Dezvăluirile lui Wylie au declanșat investigații guvernamentale de pe ambele părți ale Atlanticului și au ridicat îngrijorări cu privire la de protecție datelor personale private.   Wylie a apărut în documentarul din 2019 The Great Hack, furnizat de Netflix.

## Tinerețe
Părinții lui Wylie sunt Kevin Wylie și Joan Carruthers,  medic și psihiatru. A fost crescut în Victoria, Columbia Britanică .  In timpul copilarie a fost diagnosticat cu dislexie și ADHD .  După ce a fost abuzat la vârsta de 6 ani de către „o persoană instabilă din punct de vedere mental”, a dat în judecată Ministerul Educației din Columbia Britanică, lupta a fost cu succes si a durat șase ani, câștigând o înțelegere de 290.000 USD la 14 ani.   El a părăsit școala în 2005, la vârsta de 16 ani, fără o calificare. 

### Campania Obama, 2008
În 2008, Wylie a fost voluntar in campania prezidențială a lui Barack Obama, invatand despre campania de marketing de la consilierul Obama Ken Strasma. A existat o anumită dispută cu privire la rolul pe care l-a avut Wylie in campanie ori de senior, așa cum a pretins uneori, sau a deținut „o functie de intern".  El susține că a învățat singur sa programeze la 19 ani. 

### London School of Economics și democrații liberali din Marea Britanie
In 2010, cand Wylie avea varsta de 20 de ani, a inceput sa studieze dreptul in cadrul  London School of Economics. A absolvit in 2013, cu o specializare in tehnologie, media si legislatia in proprietate interectuala, obtinand premiul Dechert Prize pentru Legislatia in Proprietate Interectuala. In decursul studentiei, a lucrat ca asociat in campaniile de marketing si tintire a publicului pentru democratii liberali in Marea Britanie.  In 2013 s-a inscris intr-un program de doctorat de prezicere a tendintelor in cadrul University of the Arts London, insa s-a retras atunci cand a inceput sa lucreze pentru SCL Elections. Mai tarziu a terminat un program de Master in Managementul Politic in cadrul George Washington University in Washington D.C.

## SCL Elections / Cambridge Analytica, 2013-14

### Activitatea in cadrul SCL
În 2013, Wylie a început să lucreze ca antreprenor pentru SCL Elections și a lucrat pe ramura alegerilor americane (ulterior redenumită Cambridge Analytica ). SCL este o companie o consultanță internațională specializată în orientarea psihografică bazată pe date preluate si utilizate in alegeri. 
Rolul lui Wylie in cadrul companiei SCL Elections a fost dezvăluit pentru prima dată în mai 2017 de jurnalista Carole Cadwalladr, care a scris că „El este cel care a adus date și mesaje politice individualizate la Cambridge Analytica”.  A descris rolul sau din campanie ca fiind  „directorul de cercetare”. Wylie a colaborat cu academicianul Universității Cambridge, Aleksandr Kogan, pentru revizui ilegal datele a 87 de milioane de persoane, date obtinute din profilurile lor de Facebook și a folosit pentru a dezvolta noi forme de microtargeting psihografic. 

## Eunoia Technologies, 2014-17
În 2014, Wylie a co-fondat Eunoia Technologies   împreună cu fostii senior-asociati din cadrul SCL Elections / Cambridge Analytica, Brent Clickard, Mark Gettleson și Tadas Jucikas.  În descrierea viziunii sale cu privire la compania Eunoia, Wylie a declarat „Vreau să construiesc visul umed al ANS ”.  Eunoia Technologies a fost criticată pentru tactici similare de creare a unui profil psihografic utilizate de Cambridge Analytica,   folosind același set de date împărtășit de Alexander Kogan .    

### Campania prezidențială pentru Donald Trump, 2015
În timpul Paștelui 2015, doi dintre colegii lui Eunoia, care i s-au alăturat de la SCL, Tadas Jucikas și Mark Gettleson, au zburat la New York pentru a-l întâlni pe managerul de campanie al lui Donald Trump, în timpul campaniei prezidențiale din 2016, Corey Lewandowski. Cei doi au tinut o prezentare a activitatii Eunoia, cu scopul de a lucra pentru campania prezidențială a lui Trump din 2016, dar în cele din urmă nu au reușit. Abordarea campaniei Trump a fost făcută cu cunoștințele lui Wylie, în calitate de CEO al Eunoia, și se presupune că a avut consimtamantul lui. 
Eunoia Technologies Ltd a fost lichidată voluntar în octombrie 2017,  cu conturile functionale până la 31 mai 2016. 

## Denunțător

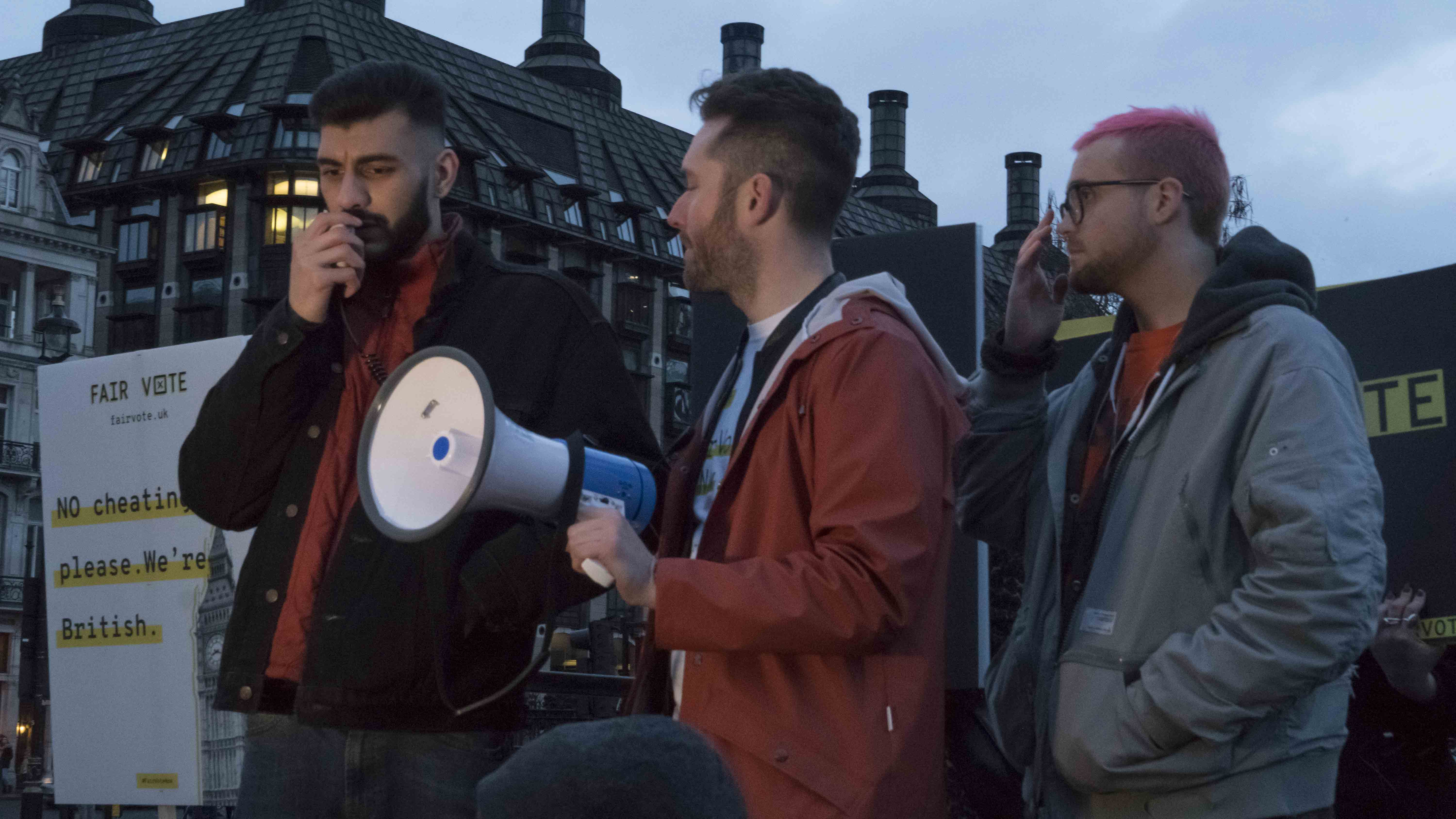
Wylie (dreapta) și Shahmir Sanni în martie 2018

În data de 18 martie 2018, Wylie a acordat o serie de interviuri detaliate catre ziarul The Observer cu dezvăluiri despre timpul său la SCL Elections / Cambridge Analytica, prezentându-se ca un „turnator”.  Ulterior, el a furnizat mărturii și materiale folosite intr-o  serie de anchete și legiuiri din întreaga lume, iar dezvăluirile sale au fost instrumentale în prăbușirea proiectului Cambridge Analytics din mai 2018. Wylie a recunoscut că a fost principala sursă anonimă  pentru un articol din Observer , in mai 2017 redactat de  Carole Cadwalladr, care a atras atenția catre Cambridge Analytica.  Cadwalladr a relatat ulterior cum l-a urmarit pe Wylie pe LinkedIn la începutul lui 2017 și, după ce l-a găsit „fascinant, amuzant și genial”, a petrecut un an convingându-l să se prezinte public afirmațiile sale.  

## Viața personală
Wylie se autodescrie drept homosexual și vegan.